# Limonius
Limonius là một chi bọ cánh cứng trong họ 
Elateridae.
Chi này được miêu tả khoa học năm 1829 bởi Eschscholtz.

## Các loài
Các loài trong chi này gồm:
- Limonius aeger (LeConte, 1853)
- Limonius agonus (Say, 1834)
- Limonius anceps LeConte, 1853
- Limonius approximans Lewis, 1894
- Limonius arizonicus Van Dyke, 1943
- Limonius aurifer LeConte, 1853
- Limonius auripilis (Say, 1823)
- Limonius baconi Candèze, 1860
- Limonius barovskyi Iablokov-Khnzorian, 1961
- Limonius basillaris (Say, 1823)
- Limonius beutenmuelleri Van Dyke, 1932
- Limonius bicolor Van Dyke, 1932
- Limonius californicus (Mannerheim, 1843)
- Limonius canus LeConte, 1853
- Limonius clypeatus Motschulsky, 1859
- Limonius confusus LeConte, 1853
- Limonius cribriceps Van Dyke, 1943
- Limonius crotchi Horn, 1872
- Limonius definitus Ziegler, 1845
- Limonius ectypus (Say, 1833)
- Limonius eximius Lewis, 1894
- Limonius flavomarginatus Knull, 1938
- Limonius fulvipilis Candèze, 1860
- Limonius griseus (Palisot de Beauvois, 1805)
- Limonius huguenini Van Dyke, 1932
- Limonius humidus Lane, 1941
- Limonius ignicollis Lewis, 1894
- Limonius infernus LeConte, 1853
- Limonius infuscatus Motschulsky, 1859
- Limonius insperatus Brown, 1933
- Limonius interstitialis (Melsheimer, 1846)
- Limonius jeanvoinii Fleutiaux, 1940
- Limonius jonesi Lane, 1965
- Limonius kouichiana (Kishii, 1989)
- Limonius kuschei Van Dyke, 1932
- Limonius lanchesteri Lane, 1941
- Limonius lanei Van Dyke, 1932
- Limonius lecontei Lane, 1971
- Limonius longula Champion, 1896
- Limonius maculicollis Motschulsky, 1859
- Limonius meridianus Knull, 1947
- Limonius minutus (Linnaeus, 1758)
- Limonius mirus LeConte, 1853
- Limonius narukawai (Kishii, 1993)
- Limonius nigrinus Candèze, 1900
- Limonius nimbatus (Say, 1825)
- Limonius nitidulus Horn, 1871
- Limonius olentangyi Knull, 1947
- Limonius ornatulus LeConte, 1857
- Limonius pappi Becker, 1976
- Limonius pectoralis LeConte, 1866
- Limonius pictus Van Dyke, 1932
- Limonius pilosulus Candèze, 1891
- Limonius plebejus (Say, 1825)
- Limonius poneli Leseigneur & Mertlik, 2007
- Limonius quadraticollis Candèze, 1860
- Limonius quercinus (Say, 1825)
- Limonius rectangularis Fall, 1934
- Limonius rudis Brown, 1933
- Limonius rufihumeralis Lane, 1941
- Limonius seminudus Van Dyke, 1932
- Limonius shircki Lane, 1965
- Limonius sinuifrons Fall, 1907
- Limonius snakensis Lane, 1965
- Limonius stigma (Herbst, 1806)
- Limonius subauratus LeConte, 1853
- Limonius substriatus (Gebler, 1833)
- Limonius ursinus Van Dyke, 1932
- Limonius venablesi Wickham, 1913